# Аєллі
Аєллі (італ. Aielli) — муніципалітет в Італії, у регіоні Абруццо,  провінція Л'Аквіла.
Аєллі розташоване на відстані близько 95 км на схід від Рима, 36 км на південний схід від Л'Акуїли.
Населення — 1451 особа (2014).
Щорічний фестиваль відбувається 7 липня. Покровитель — Madonna della Vittoria.

## Демографія
Населення за роками:

Станом на 1 січня 2023 року в муніципалітеті офіційно проживали 134 іноземці з 15 країн, серед них 55 громадян країн Євросоюзу та 6 громадян України.

## Сусідні муніципалітети
- Челано
- Черкьо
- Коллармеле
- Овіндолі
- Сан-Бенедетто-дей-Марсі